# Sun Jin
Sun Jin (孙晋S; 13 marzo 1980) è un'ex tennistavolista cinese.

## Carriera
All'apice della carriera ha conquistato la medaglia d'argento nella gara del doppio alle Olimpiadi di Sydney 2000.